# Jill Dando
Jill Wendy Dando (Somerset, 9 de novembro de 1961 – Londres, 26 de abril de 1999) foi uma jornalista e apresentadora de televisão inglesa.
Formada em Jornalismo pela Cardiff Metropolitan University, iniciou a carreira no jornal The Weston & Somerset Mercury. Depois de cinco anos no jornalismo impresso, foi contratada pela BBC Radio Devon para ser locutora de notícias. Não demorou muito para ser transferida para a BBC South West, uma das empresas regionais da rede de TV BBC, para apresentar um programa de variedades.
Em 1988, foi novamente transferida, agora para trabalhar na grade nacional, apresentando noticiários da BBC One e da BBC Two. De 1990 até à sua morte apresentou vários programas jornalísticos da empresa, principalmente o BBC News at Six e o Crimewatch.

## Morte
Na manhã de 26 de abril de 1999, Dando foi assassinada com um tiro na cabeça à porta de sua residência. As investigações levaram a um suspeito, Barry Michael George, que foi condenado a prisão perpétua em primeira instância, mas na corte de apelação, foi absolvido em 2009, voltando as investigações à estaca zero, portanto, sem o devido conhecimentos da motivação do crime.
Uma das hipóteses do assassinato seria uma motivação política em virtude da chamada "Conexão jugoslava", quando o líder sérvio Arkan ordenou o assassinato de Dando em retaliação ao bombardeio da OTAN na sede da rádio e televisão estatal da Sérvia, ocorrido na noite de 23 de abril de 1999, quando a apresentadora apoio publicamente a ação militar, além de apoiar os refugiados albaneses do Kosovo.